# Manuela Garín Pinillos
Manuela Garín Pinillos (Asturias, España, 1 de enero de 1914 - Ciudad de México, 30 de abril de 2019) fue una matemática de origen español. Exiliada en México tras el ascenso de Gerardo Machado al poder en Cuba, destacó como una de las mujeres pioneras en el estudio de las matemáticas en ese país.

## Biografía
Manuela Garín nació en Asturias, España, hija de una mujer dedicada al trabajo doméstico y un padre ingeniero de minas. Este fue contratado por una compañía de los Estados Unidos para trabajar en Cuba, sitio a donde se mudó la familia. Ante el ascenso de la dictadura de Gerardo Machado en la isla, la familia emigró a México buscando exilio y pensando que volverían a Cuba derrocado el gobierno machadista.

## Trayectoria académica
En México Garín ingresó a la Escuela Nacional Preparatoria de la Universidad Nacional Autónoma de México donde eligió el bachillerato en ciencias químicas. En 1937 logró entrar a la Escuela de Ciencias Físico-Matemáticas de la misma institución siendo una de las primeras mujeres en México en realizarlo; ahí estudió la licenciatura en matemáticas recibiendo cursos de profesores como Carlos Graef Fernández, Alfonso Nápoles Gándara, Enriqueta González Baz y Felix Recillas, entre otros. En 1943, terminados los estudios se mudó al norte de México por su matrimonio con Raúl Álvarez, ingeniero con quien había compartido clases de física.
Como profesora Garín Pinillos impartió clases en el Tecnológico de Monterrey y en las facultades de Ciencias a partir de 1951 e Ingeniería de la UNAM en 1952. De esta última fue nombrada como profesora emérita en 1989. Colaboró en la apertura de la licenciatura en matemáticas en la Universidad Autónoma de Yucatán y la Escuela de Altos Estudios de la Universidad de Sonora.
Integró la directiva de la Sociedad Matemática Mexicana en distintos periodos entre los años 50 y 60, fue organizadora de diversos congresos científicos y fue pionera en presentarse en congresos nacionales de física. 

## Premios y reconocimientos
- El Reconocimiento Manuela Garín Pinillos otorgado por el Gobierno de la Ciudad de México por la promoción de las niñas y las mujeres en las ciencias.[5]